# Мрежова карта
Мрежовата карта (на английски: Network interface controller, NIC) в компютрите е разширителна карта, част от мрежовия компютърен хардуер, позволяваща им да комуникират в компютърна мрежа.
Други термини, с които е известно това мрежово устройство са:
- мрежов адаптер (още LAN адаптер)
- карта от мрежови интерфейс (на английски: network interface card)
- и професионалните жаргонни имена – мрежарка или ланка (от английското LAN, Local Area Network).

Картата позволява потребителите да се свързват помежду си или чрез използване на кабел, или безжично.
Мрежовата карта, NIC, трябва да бъде съобразена с протоколите, използвани в мрежата, в която картата работи – Ethernet, Token Ring, или друго.
Съвременните мрежови карти обикновено имат RJ-45 конектор и няколко светодиода, показващи дали потребителят има връзка и дали се осъществява комуникация. В повечето случаи те се свързват към дънната платка посредством слот PCI (Peripheral Component Interconnect) или са интегрирани върху самата дънна платка. При по-старите мрежови карти съществува BNC конектор (използван при коаксиалните кабели).
Съвременните мрежови карти позволяват комуникация в една от следните скорости в зависимост от инфраструктурата, към която е свързана картата: 10 Mbps, 100 Mbps, 1000 Mbps.
Всяка мрежова карта има уникален MAC адрес, записан в чипа ѝ. Представлява 48-битово число, записано като 6 десетични числа, разделени с тирета.